# Tympanogaster millaamillaa
Tympanogaster millaamillaa är en skalbaggsart som beskrevs av Perkins 2006. Tympanogaster millaamillaa ingår i släktet Tympanogaster och familjen vattenbrynsbaggar. Inga underarter finns listade i Catalogue of Life.